# Agenția Statelor Unite pentru Dezvoltare Internațională
Agenția Statelor Unite pentru Dezvoltare Internațională (în engleză United States Agency for International Development, acronim: USAID) este o agenție a guvernului Statelor Unite ale Americii care oferă ajutori civililor din străinătate.
Agenția Statelor Unite pentru Dezvoltare Internațională (USAID) (concepută ca o continuare extinsă a Planului Marshall) a fost fondată în 1961 de președintele John F. Kennedy ca o agenție independentă din SUA care, în mod oficial, coordonează activitățile politicii externe americane în domeniul cooperării pentru dezvoltare. Aceasta se ocupă cu acțiuni în străinătate cu scopul de a sprijini creșterea economică, agricultura și comerțul, politica de sănătate, consolidarea democrației, a globalizării, a securității și de organizarea privatizărilor.
În 1961, Războiul Rece se ducea prin orice mijloace. De aceea, misiunea USAID a fost pusă în serviciul priorității maxime a politicii externe a SUA: înfrângerea comunismului. în acest fel, prin USAID au beneficiat de fonduri importante dictatori ca Augusto Pinochet în Chile și Mobutu Sese Seko în Zair.
Dr. Stuart Jeanne Bramhall, cercetător, scriitor și activist politic, a declarat că „principalul obiectiv al organizației nu este acordarea de ajutoare pentru străinătate, ci susținerea intereselor economice ale SUA”, sprijinind dictatorii și gâtuind democrația, ceea ce le permite corporațiilor să obțină o marjă de profit cât mai mare și să aibă controlul asupra resurselor țărilor „ajutate”.
În prezent, USAID este condusă de Gayle Smith, fostul „consilier special” al președintelui Barack Obama și director senior al Consiliului Național de Securitate. Doamna Gayle Smith este unul dintre spionii de vârf din Statele Unite ale Americii, o persoană care trasează misiuni pentru CIA. Multe țări au expulzat reprezentanți ai USAID din cauza activităților de spionaj și a amestecului lor în afacerile interne. Numai în anii 2012 și 2013, acest lucru s-a întâmplat în Rusia, Bolivia, Cuba, Ecuador, Republica Dominicană, Nicaragua și Venezuela. În 2005, USAID a fost expulzată și din Eritrea, fiind acuzată că este o agenție „neocolonialistă”.
În februarie 2025, administrația Trump a decis să păstreze doar 294 de angajați din cei peste 10.000 ai agenției. Reorganizarea USAID este coordonată de Elon Musk. Elon Musk a catalogat USAID drept un „cuib de vipere marxiste (...) care detestă America”. O analiză profundă a activităților USAID relevă o serie de controverse, în special în ceea ce privește legăturile sale cu organizații influente precum cele fondate de George Soros. Premierul ungar Viktor Orban a afirmat că Europa trebuie să iasă de sub „ocupația noii oligarhii” a „frontului progresist unit” finanțat de Soros și a avertizat că vine „tornada Trump”, care va schimba totul. Anunțul desființării USAID prin comasarea cu Departamentul de Stat al Statelor Unite ale Americii și acuzațiile despre legăturile acestei agenții cu Fundația Soroș au resuscitat la marile televiziuni vechile conspirații.
Rusia a expulzat USAID de pe teritoriul său în 2012, acuzând agenția că finanța manifestațiile opoziției împotriva Kremlinului și că se amestecă în alegeri. Conform lui Ion Cristoiu, banii USAID au fost folosiți și la anularea alegerilor din România din 2024 și că ce a pățit Trump a pățit și Georgescu (acuzații false în mass-media plătită cu banii USAID că este prorus, etc).